# Мирча (село)
Мирча́ (укр. Мірча) — село на Украине, находится в Радомышльском районе Житомирской области.
Код КОАТУУ — 1825086601. Население по переписи 2001 года составляет 337 человек. Почтовый индекс — 12231. Телефонный код — 4132. Занимает площадь 1,238 км².
Через село протекает река Вырва.

## Адрес местного совета
12231, Житомирская область, Радомышльский р-н, с.Мирча